# Chile jalapeño

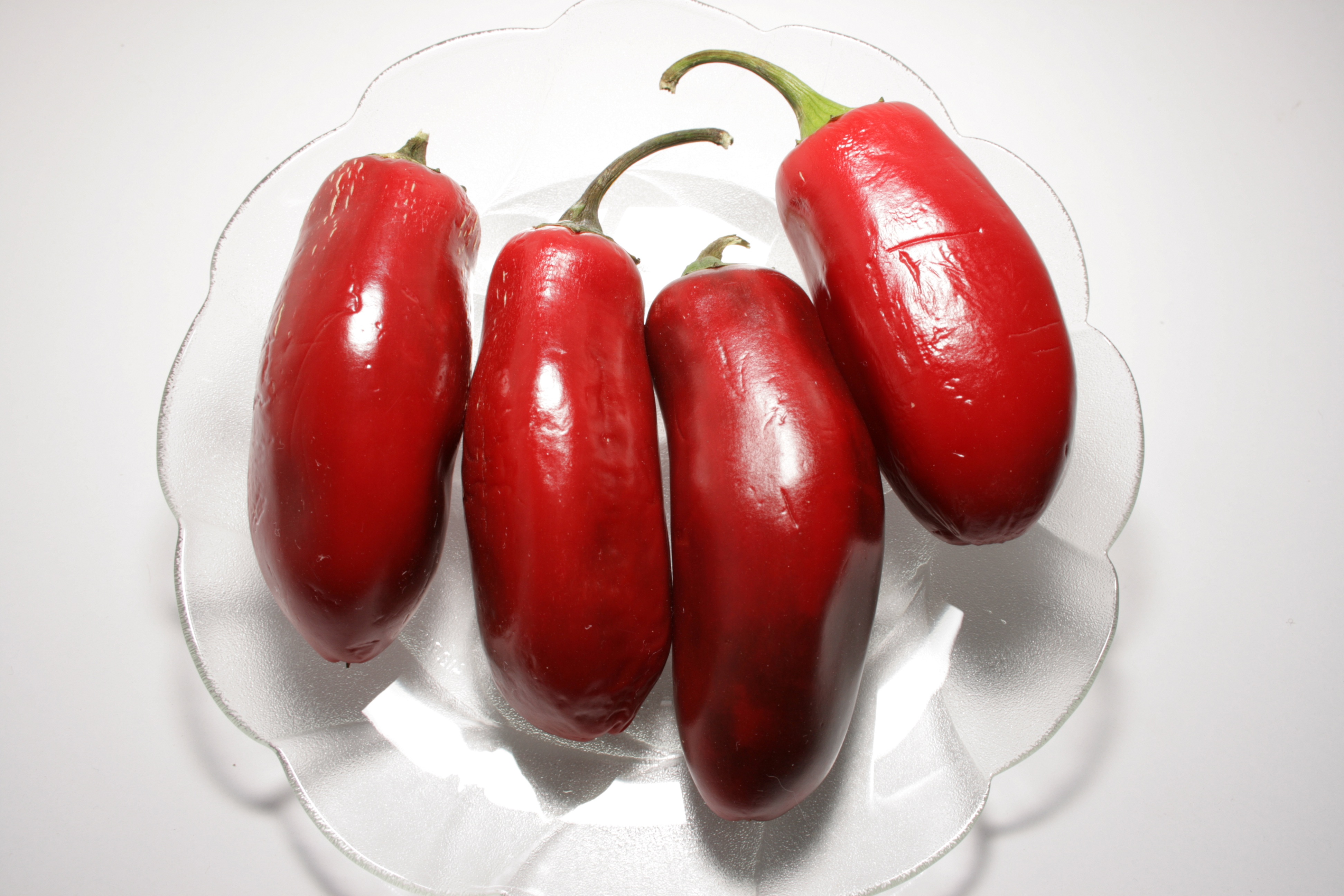
Chiles jalapeños maduros

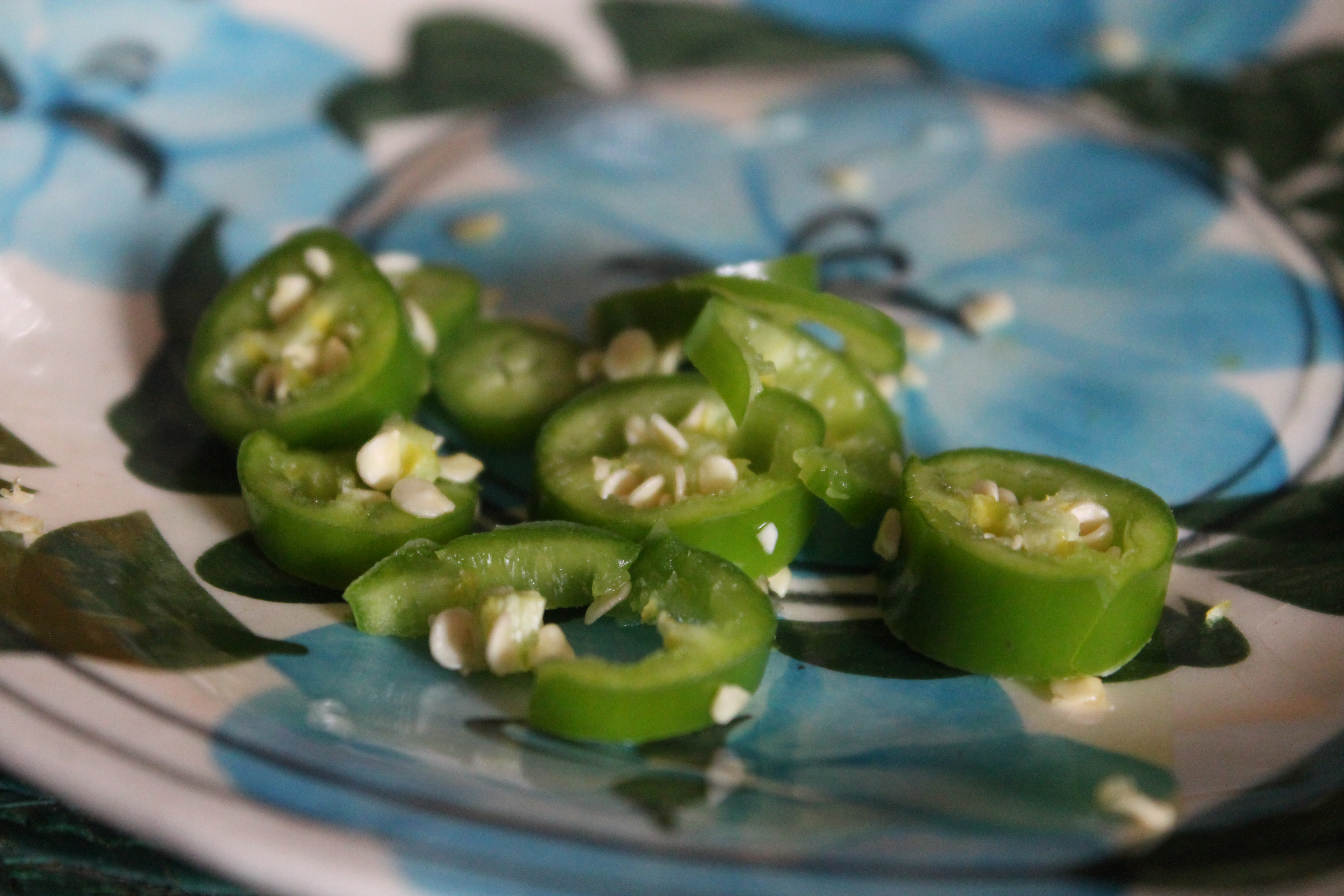
Chile jalapeño fresco en rebanadas

El chile jalapeño —llamado así debido a su centro tradicional de producción: la ciudad de Xalapa, en Veracruz— o chile cuaresmeño es una variedad de chiles cuya planta es una de las del género Capsicum más extensamente cultivadas y consumidas en América. En México, se dedican más de 6000 hectáreas a su cultivo, principalmente en la región de la cuenca del río Papaloapan, al sur del puerto de Veracruz, en el estado de Veracruz, y en la zona de Delicias, en el estado de Chihuahua. En menor escala, se lo cultiva también en los estados de Jalisco, Nayarit, Sonora, Sinaloa y Chiapas.
El chile jalapeño es carnoso y alargado, alcanzando los 10 cm de largo y alrededor de 3 cm de ancho en la base. Se emplea tanto antes como después de la maduración. Una parte importante de la producción total se destina al secado, proceso tras el cual se lo conoce como chile chipotle (del náhuatl chilpoctli, que significa ‘chile ahumado’). Es una variedad de chile medianamente picante, de entre 3500 y 3600 puntos en la escala Scoville, aunque la intensidad del picor depende en gran medida de las características del terreno y de la variedad de la semilla; los más habituales son conocidos como típico, meco y morita. Buena parte de la capsaicina, el alcaloide que provoca el picor, se concentra en las venas y semillas en el interior del fruto; retirarlas antes de su empleo atenúa el efecto picante.
El chile jalapeño es firme, aromático, de buen sabor y de aspecto atractivo, por lo cual tiene muy buena aceptación en el mercado nacional y extranjero.
Como los demás cultivares de chiles, la planta de chile jalapeño habitualmente se planta poco antes del comienzo de la estación húmeda, y la favorecen las altas temperaturas. Normalmente, se cosecha alrededor de 70 días después de la siembra, rindiendo de 25 a 35 chiles por planta.
La principal enfermedad que ataca a este cultivo es Choanephora cucurbitarum, mancha gris o tizón por alternaria.

## Zonas productoras
Las regiones productoras más importantes de este chile son la región de la cuenca del río Papaloapan, al sur del puerto de Veracruz, en el estado de Veracruz, y la región de Delicias, en el estado de Chihuahua, en donde se siembran cultivares e híbridos de chile jalapeño. En esta última región, las plantas de chile jalapeño se siembran bajo riego y, en consecuencia, se obtienen buenos rendimientos unitarios: de alrededor de 25 t/ha (toneladas por hectárea).[cita requerida]
Además, hay otras regiones en las cuales se cultiva este chile en pequeña escala: áreas reducidas en los estados de Jalisco, Nayarit, Sonora, Sinaloa y Chiapas, en una superficie total de unas 1000 ha (hectáreas).[cita requerida]